# 樫永真佐夫
樫永 真佐夫（かしなが まさお、1971年 - ）は、日本の文化人類学者。国立民族学博物館超域フィールド科学研究部教授。専攻は東南アジア文化人類学。

## 来歴・人物
兵庫県出身。1994年に早稲田大学第一文学部卒業後、東京大学大学院総合文化研究科へ進学し、1997年に修了。2001年に国立民族学博物館助手、2007年に同助教、2008年より准教授を経て、研究戦略センター准教授・教授を経て、2017年より現職。第6回(平成21年度)日本学術振興会賞受賞。

## 主な著作

### 単著
- 『東南アジア年代記の世界―黒タイの「クアム・トー・ムオン」 ブックレット〈アジアを学ぼう〉2』（風響社、2007年）
- 『ベトナム黒タイの祖先祭祀―家霊簿と系譜認識をめぐる民族誌』（風響社、2009年）
- 『黒タイ年代記―『タイ・プー・サック』』（雄山閣、2011年）
- 『黒タイ歌謡 〈ソン・チュー・ソン・サオ〉―村のくらしと恋』（雄山閣、2013年）
- 『殴り合いの文化史』（左右社、2019年）
- 『道を歩けば、神話　ベトナム・ラオス つながりの民族誌』（左右社、2023年）